# Cerkiew Przemienienia Pańskiego w Topolanach
Cerkiew pod wezwaniem Przemienienia Pańskiego – prawosławna cerkiew parafialna w Topolanach. Należy do dekanatu Gródek diecezji białostocko-gdańskiej Polskiego Autokefalicznego Kościoła Prawosławnego. 
Zbudowana na przełomie XVII i XVIII w. na planie prostokąta. Jej fundatorami byli Radziwiłłowie herbu Trąby. Jest to cerkiew drewniana, szalowana, o konstrukcji zrębowej. Główne wejście poprzedzone gankiem wspartym na dwóch słupach. Od frontu kruchta z nadbudowaną ośmioboczną wieżą. Prezbiterium mniejsze od nawy, zamknięte trójbocznie. Dachy cerkwi blaszane. Wieża zwieńczona ostrosłupowym hełmem z kopułką. Nad nawą i prezbiterium dachy jednokalenicowe.
Świątynia została wpisana do rejestru zabytków 11 września 1979 pod nr A-427.
W 1991 cerkiew okradziono z ikon.